# Smith-Volterra-Cantor-verzameling

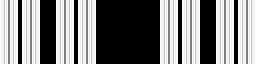
Nadat de zwarte intervallen zijn verwijderd, zijn de overblijvende witte punten een nergens dichte verzameling met maat 1/2

In de maattheorie, een deelgebied van de wiskunde, is de Smith-Volterra-Cantor-verzameling (SVC) of ook de dikke Cantor-verzameling is een voorbeeld van een verzameling van punten op de reële lijn R die nergens dicht is. Opvallend is dat hoewel de Smith-Volterra-Cantor-verzameling geen intervallen bevat, maar wel een positieve maat heeft. De Smith-Volterra-Cantor-verzameling is genoemd naar de wiskundigen Henry Smith, Vito Volterra en Georg Cantor.

## Constructie
Vergelijkbaar met de constructie van de Cantor-verzameling wordt de Smith-Volterra-Cantor-verzameling geconstrueerd door bepaalde intervallen uit het eenheidsinterval [0, 1] te verwijderen. 
Het proces begint met het verwijderen van het middelste kwart (1/4) van het interval [0, 1] (wat op hetzelfde neerkomt als het verwijderen van een achtste (1/8) aan elk van beide zijden van het middelpunt op een half (1/2). Na deze actie is de overblijvende verzameling gelijk aan
{\displaystyle \left[0,{\frac {3}{8}}\right]\cup \left[{\frac {5}{8}},1\right]}.
De volgende stappen bestaan eruit om steeds de deelintervallen met breedte 
{\displaystyle 1/2^{2n}\,} uit het midden van elk van de {\displaystyle 2^{n-1}\,}
resterende intervallen te verwijderen. Bij de tweede stap wordt er dus een interval van een zestiende, bij de derde stap een interval van een vierenzestigste verwijderd. Het aantal intervallen, waar een stuk uit wordt verwijderd, neemt toe van twee, naar vier (3e stap), naar acht (4e stap) enzovoort. 
Voor de tweede stap worden dus de intervallen (5/32, 7/32) en (25/32, 27/32) verwijderd, waardoor de onderstaande verzameling overblijft 
{\displaystyle \left[0,{\frac {5}{32}}\right]\cup \left[{\frac {7}{32}},{\frac {3}{8}}\right]\cup \left[{\frac {5}{8}},{\frac {25}{32}}\right]\cup \left[{\frac {27}{32}},1\right]}.
Wanneer we onbeperkt doorgaan met deze procedure is de Smith-Volterra-Cantor-verzameling de verzameling van punten die nooit worden verwijderd. De afbeelding hieronder toont de initiële verzameling en de eerste vijf iteraties van dit proces: 

## Eigenschappen
Door de wijze van construeren bevat de Smith-Volterra-Cantor-verzameling geen intervallen. Gedurende het constructieproces worden intervallen met een totale lengte
{\displaystyle \sum _{n=0}^{\infty }2^{n}(1/2^{2n+2})={\frac {1}{4}}+{\frac {1}{8}}+{\frac {1}{16}}+\cdots ={\frac {1}{2}}\,}
verwijderd uit het eenheidsinterval [0, 1], waaruit blijkt dat de verzameling van de overblijvende punten een positieve maat heeft van 1/2.